# Fosfat de aluminiu
Fosfatul de aluminiu este un compus anorganic, o sare a aluminiului cu acidul fosforic. Este răspândit în natură sub forma mineralului berlinit. În mod similar cu hidroxidul de aluminiu, este utilizat ca antiacid.